# ألفرد هولت ستون
ألفرد هولت ستون (بالإنجليزية: Alfred Holt Stone) هو محامي أمريكي، ولد في 16 أكتوبر 1870 في نيو أورلينز في الولايات المتحدة، وتوفي في 11 مايو 1955.